# Wiosłonos amerykański
Wiosłonos amerykański, wieloząb, wiosłonos (Polyodon spathula) – gatunek słodkowodnej ryby jesiotrokształtnej z rodziny wiosłonosowatych. Jedyny przedstawiciel rodzaju Polyodon.

## Zasięg występowania
Występuje w dorzeczu Missisipi i w jeziorze Erie. W 1974 został z powodzeniem introdukowany w Europie.

## Charakterystyka
Ryj – rostrum o kształcie poziomo ułożonego wiosła – stanowi niekiedy połowę długości całego ciała. Stanowi on czułe narzędzie czuciowe pokryte licznymi elektroreceptorami. Pysk nie jest wysuwalny jak u jesiotrów. Wiosłonos osiąga nawet do 2 m długości i 70 kg masy ciała.

## Pokarm
W charakterystyczny sposób chwyta pokarm, który stanowią głównie pelagiczne skorupiaki, pływając z szeroko otwartym pyskiem w strefie pozbawionej roślinności odfiltrowuje organizmy planktonowe za pomocą długich i gęstych wyrostków filtracyjnych (młode osobniki początkowo mają zęby, które z czasem zostają zresorbowane), zataczając koła, a często ósemki.

## Rozmnażanie
Tarło odbywa wczesną wiosną w rzekach i jeziorach w mętnej wodzie o piaszczysto-żwirowym lub kamienistym dnie, w temperaturze 14–15 °C. Samica składa od 80–250 tys. ziaren ikry. Tworzy wtedy duże stada, które wpływają do większych dopływów lub jezior. W swoim środowisku przebywa z dala od brzegu na znacznej głębokości.

## Znaczenie gospodarcze
Jeszcze kilkadziesiąt lat temu ryba ta miała duże znaczenie, a jej połowy dochodziły do 1000 ton rocznie. Szczególnie ceniona była jej ikra. Na skutek zanieczyszczenia i zabudowy rzek jego pogłowie znacznie się zmniejszyło.